# Rusowo
Rusowo – wieś w północno-zachodniej Polsce, położona w województwie zachodniopomorskim, w powiecie kołobrzeskim, w gminie Ustronie Morskie.
Według danych urzędu gminy z 2005 roku wieś miała 372 mieszkańców.
W latach 1975–1998 miejscowość administracyjnie należała do województwa koszalińskiego.
W miejscowości działało Państwowe Gospodarstwo Rolne Rusowo.

## Zabytki
- gotycki kościół Matki Bożej Różańcowej, który jest kościołem filialnym parafii Podwyższenia Krzyża Świętego w Ustroniu Morskim. Budowla powstała w XVI wieku, przebudowa w 1684 r., XIX-XX wieku[5].
- park pałacowy z XIX wieku[6], o powierzchni 37,62 ha, w którym osiem drzew uznano za pomnik przyrody: platan klonolistny "Antoni", jesion wyniosły, jesion wyniosły w odmianie płaczącej Pendula, buk zwyczajny w odmianie czerwonolistnej i cztery lipy drobnolistnej[7]. W parku do dzisiejszych czasów zachowała się częściowo budowla w kształcie wieży wraz z opasającą ją fosą, oraz zarys fundamentów pałacowych – ruiny XIX pałacu stylizowanego na zamek krzyżacki[8].
- dęby szypułkowe: Bolesław i Warcisław[9], najstarsze  w Polsce, rosnące kilka kilometrów na zachód od Rusowa w Kołobrzeskim Lesie.

Kilka kilometrów na północny zachód od miejscowości, znajdują się Park Wiatrowy Tymień, która składa się z 25 wiatraków o wysokości każdej kolumny 100 metrów i średnicy wirnika 80 metrów.
Przez Rusowo przechodzi Szlak rowerowy po gminie Ustronie Morskie oraz Błękitny szlak turystyczny pieszy.